# Alfons Kotowski

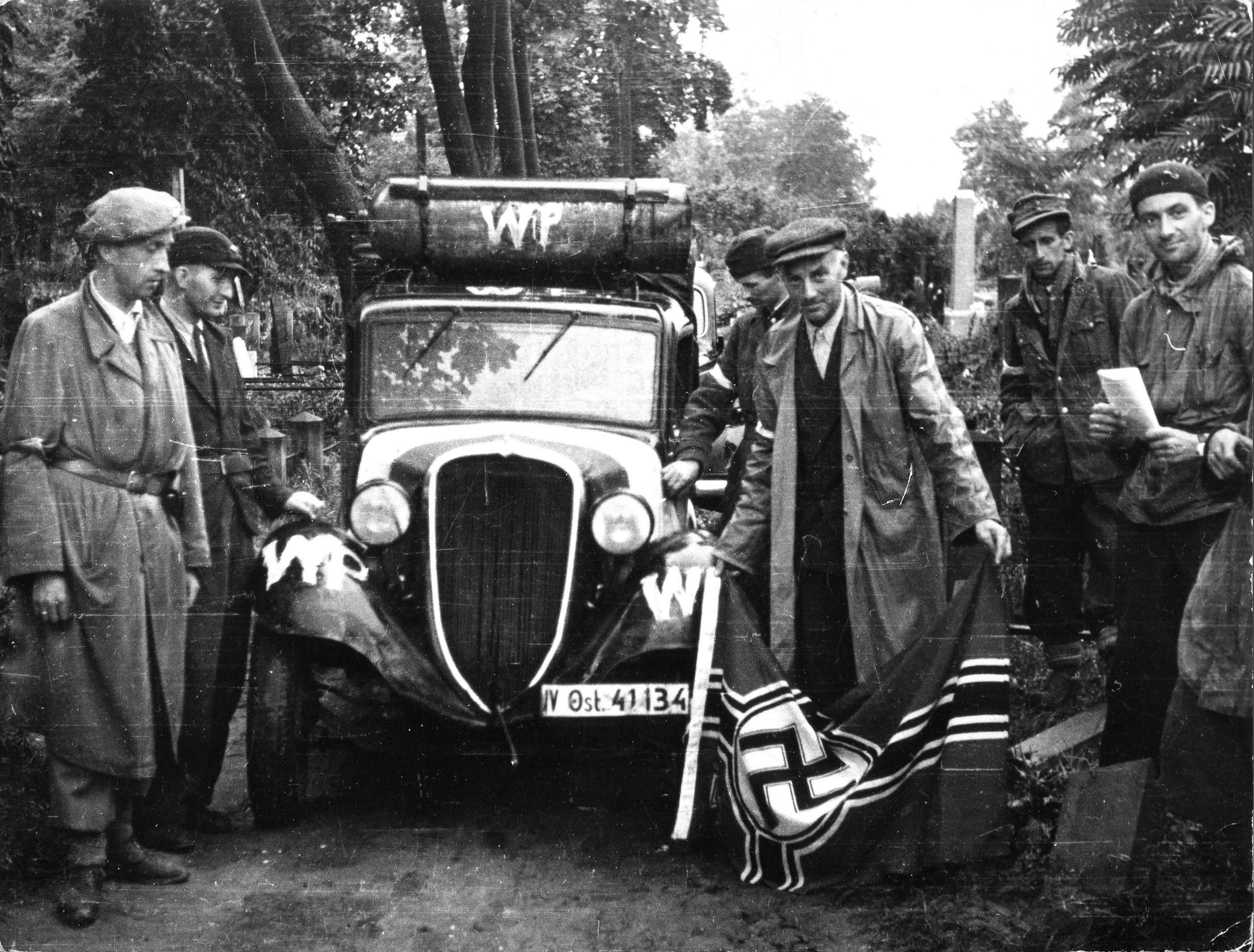
Batalion „Pięść”: Pluton „AgatonP” (zwany także oddziałem legalizacji „WD-68”) na cmentarzu Ewangelickim na Woli 1 sierpnia 1944 przed godziną „W”. Z niemiecką flagą pozuje major Alfons Kotowski „Okoń”, dowódca Batalionu „Pięść”

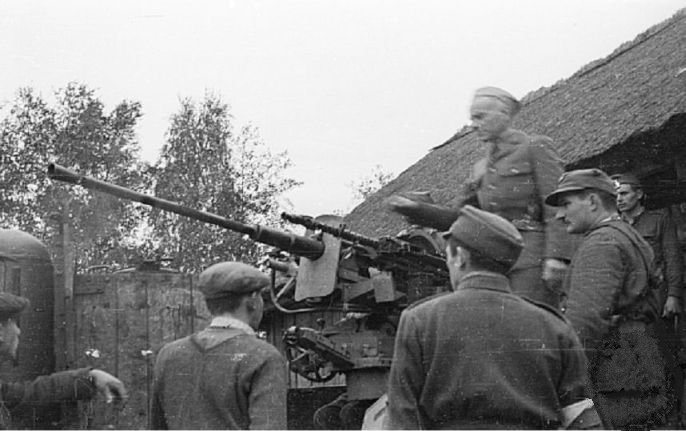
Major „Okoń” przemawia do żołnierzy Grupy „Kampinos” przed wymarszem do lasów świętokrzyskich. Obok „Okonia” zdobyczne niemieckie działo przeciwlotnicze 2 cm FlaK 38 ze sprzężonym karabinem maszynowym

Alfons Kotowski ps. „Okoń” (ur. 14 sierpnia 1899, zm. 29 września 1944) – major piechoty Wojska Polskiego.

## Życiorys
24 października 1922, po ukończeniu I Kursu Centralnej Szkoły Podoficerów Piechoty Nr 2 w Grudziądzu został mianowany podporucznikiem ze starszeństwem z dniem 1 sierpnia 1922 i 4. lokatą w korpusie oficerów piechoty z równoczesnym wcieleniem do 28 pułku Strzelców Kaniowskich w Łodzi. 30 września 1924 awansował na porucznika ze starszeństwem z dniem 1 sierpnia 1924 i 4. lokatą w korpusie oficerów piechoty. Był odznaczony Krzyżem Walecznych. W 1932 pełnił służbę w 44 pułku piechoty Strzelców Kresowych w Równem. 22 lutego 1934 awansował na kapitana ze starszeństwem z dniem 1 stycznia 1934 i 78. lokatą w korpusie oficerów piechoty. Walczył w kampanii wrześniowej w składzie 201 pułku piechoty.
Od początku okupacji działał w polskiej konspiracji – najpierw w Związku Walki Zbrojnej, następnie w Armii Krajowej. 
Od lipca 1944 był dowódcą batalionu „Pięść”, na czele którego walczył w powstaniu warszawskim. 16 sierpnia został dowódcą Grupy „Kampinos”, a 13 września 1944 dowódcą 13 pułku piechoty Armii Krajowej. Pod koniec września podjął na czele swego oddziału próbę przebicia się w rejon Gór Świętokrzyskich. Na skutek błędnych decyzji zakończyła się ona klęską. Grupa „Kampinos” została otoczona i rozbita przez Niemców 29 września 1944 w bitwie pod Jaktorowem. Kotowski zginął podczas tego boju w niewyjaśnionych okolicznościach. Został pochowany na cmentarzu wojennym w Budach Zosinych.
Został odznaczony Orderem Wojennym Virtuti Militari rozkazem dowódcy AK nr 507 z 11 VIII 1944. Uzasadnienie nadania mu krzyża Virtuti Militari brzmiało: „odznaczył się w walkach na terenie Grupy «Północ»”. Order został zweryfikowany pozytywnie uchwałą Kapituły Orderu Wojennego Virtuti Militari z dnia 13 października 2011.